# Trebius caudatus
Trebius caudatus är en kräftdjursart som beskrevs av Henrik Nikolai Krøyer 1838. Trebius caudatus ingår i släktet Trebius och familjen Trebiidae. Arten är reproducerande i Sverige. Inga underarter finns listade i Catalogue of Life.